# Norops purpurgularis
Norops purpurgularis este o specie de șopârle din genul Norops, familia Polychrotidae, descrisă de Mccranie, Cruz și Holm 1993. Conform Catalogue of Life specia Norops purpurgularis nu are subspecii cunoscute.